# Micromia
Micromia is een geslacht van vlinders van de familie spanners (Geometridae), uit de onderfamilie Larentiinae.

## Soorten
- M. acroscotia Prout, 1940
- M. adminiculata Warren, 1907
- M. albimixta Warren, 1906
- M. barbata Warren, 1906
- M. caesiata Warren, 1906
- M. cavilinea Warren, 1906
- M. commixtilinea Warren, 1907
- M. conquadrata Prout, 1940
- M. curvimacula Warren, 1907
- M. chlaenistes Prout, 1932
- M. decens Warren, 1906
- M. dilopha Prout, 1940
- M. dinosia Prout, 1926
- M. dympna Prout, 1940
- M. dystacta Prout, 1940
- M. ectocosma Prout, 1940
- M. eusemozona Prout, 1916
- M. euthynsis Prout, 1940
- M. expectans Prout, 1958
- M. fletcheri Holloway, 1977
- M. fulgurans Warren, 1907
- M. fulvipuncta Warren, 1906
- M. hypocalypsis Prout, 1940
- M. infantilis Warren, 1907
- M. latistriga Warren, 1906
- M. leucocarpa Prout, 1940

- M. monochasma Prout, 1940
- M. ni Prout, 1940
- M. novella Warren, 1903
- M. novenaria Prout, 1940
- M. olivaceata Warren, 1899
- M. parvipennata Warren, 1906
- M. recessilinea Prout, 1940
- M. rotundata Warren, 1906
- M. scotochlaena Prout, 1921
- M. stabilis Warren, 1906
- M. subcomosa Warren, 1907
- M. thaumasia Prout, 1940
- M. transsecta Warren, 1907
- M. vinosa Warren, 1907
- M. viridisecta Warren, 1906